# Ajaltoun
Ajaltoun (aussi Aajaltoun arabe : عجلتون ) est un village libanais situé dans le caza du Kesrouan au Mont-Liban au Liban. La population est presque exclusivement chrétienne de rite Maronite. Ajaltoun est la deuxième ville du Kesrouan en nombre d'habitants après Jounieh.